# Łucznictwo na Igrzyskach Europejskich 2019
Na Igrzyskach Europejskich w 2019 roku w Mińsku  w dniach 21-27 czerwca rozegrano osiem konkurencji w łucznictwie. Pięć z nich odbyło się w kategorii łuku klasycznego (olimpijskiego) a trzy w kategorii łuku bloczkowego.  

## Medaliści i medalistki

### Łuk tradycyjny
| Konkurencja                  | Złoto            | Srebro          | Brąz             |
| ---------------------------- | ---------------- | --------------- | ---------------- |
| Zawody indywidualne mężczyzn | Mauro Nespoli    | Steve Wijler    | Pablo Acha       |
| Zawody drużynowe mężczyzn    | Francja          | Holandia        | Włochy           |
| Zawody indywidualne kobiet   | Tatiana Andreoli | Lucilla Boari   | Gabriela Bayardo |
| Zawody drużynowe kobiet      | Wielka Brytania  | Białoruś        | Dania            |
| Zawody drużynowe mieszane    | Włochy           | Wielka Brytania | Niemcy           |

### Łuk bloczkowy
| Konkurencja                  | Złoto           | Srebro            | Brąz            |
| ---------------------------- | --------------- | ----------------- | --------------- |
| Zawody indywidualne mężczyzn | Mike Schloesser | Gilles Seywert    | Mario Vavro     |
| Zawody indywidualne kobiet   | Toja Ellison    | Natalia Awdiejewa | Sophie Dodemont |
| Zawody drużynowe mieszane    | Rosja           | Holandia          | Turcja          |